# Vanna
Vanna é uma banda de metalcore,  formada em dezembro de 2004, em Boston, Massachusetts.

## Membros

### Atuais
- Davey Muise (vocais) (2009 - presente)
- Nick Lambert (guitarras) (2004 - presente)
- Brandon Davis (bateria) (2004 - presente)
- Shawn Marquis (baixo) (2004 - presente)
- Evan Pharmakis (guitarras, vocais) (2004 - 2013)

### Antigos
- Joe Bragel (vocais) (2004-2006)
- Chris Preece (vocais) (2006–2009)

## Discografia

### Álbuns de estúdio
| Data de lançamento  | Título                      | Gravadora          |
| ------------------- | --------------------------- | ------------------ |
| 24 de abril de 2007 | Curses                      | Epitaph Records    |
| 21 de março de 2009 | A New Hope                  | Epitaph Records    |
| 21 de junho de 2011 | And They Came Baring Bones  | Artery Recordings  |
| 19 de março de 2013 | The Few and the Far Between | Artery Recordings  |
| 17 de junho de 2014 | Void                        | Pure Noise Records |

### EP
| Data de lançamento    | Título                         | Gravadora         |
| --------------------- | ------------------------------ | ----------------- |
| 2005                  | Demo                           | Auto-publicação   |
| agosto de 2005        | This Will Be Our Little Secret | Auto-publicação   |
| 10 de março de 2006   | Therefore I Am / Vanna         | Robotica Records  |
| 6 de junho de 2006    | The Search Party Never Came    | Epitaph Records   |
| 12 de outubro de 2010 | The Honest Hearts EP           | Artery Recordings |